# Traiania simplex
Traiania simplex is een hooiwagen uit de familie Zalmoxioidae.